# Цвіте черемшина (альбом, 2000)
«Цвіте черемшина» — альбом Раїси Кириченко. Виданий у 2000 році наі CD і компак-касеті лейблом «NAC».
Списки пісень на касеті і CD відрізняються першою піснею, але повністю відмінні від однойменного альбому виданому у 1995 році в Канаді лейблом «Yevshan Records».

## Список пісень
| 1. Скаче в полі білий кінь 2. Я тебе як мрію зачарую 3. Молодичка 4. Прилетіла зозуленька 5. Ой, купила півня 6. Ой, там у полі тополі 7. Вареники 8. Дорога до матері 9. Ой, на горі два дубки 10. В кінці греблі шумлять верби 11. Ой, піду я, мамо 12. Ось, бач, яка я 13. Стремено 14. Цвіте, цвіте черемшина 15. Моя Україна |  | 1. Мамині руки 2. Я тебе як мрію зачарую 3. Молодичка 4. Прилетіла зозуленька 5. Ой, купила півня 6. Ой, там у полі тополі 7. Вареники 8. Дорога до матері 9. Ой, на горі два дубки 10. В кінці греблі шумлять верби (відсутня в описі на сайті NAC) 11. Ой, піду я, мамо 12. Ось, бач, яка я 13. Стремено 14. Цвіте, цвіте черемшина 15. Моя Україна |